# Jack Cazol
Jules Prosper Antoine Casaulta dit Jack Cazol, né le 8 juillet 1874 à Paris 3e et mort le 9 mai 1935 à Fontenay-sous-Bois, est un chansonnier et auteur dramatique français.

## Biographie
On lui doit les paroles de nombreuses chansons de la fin du XIXe siècle et du début du XXe,.
Il exerçait la profession paternelle de bijoutier à Paris lors de son mariage en 1899.
Exempté du service militaire pour infirmité (il souffrait d'un pied bot), il fut maintenu en position d'exemption par le conseil de révision en 1915. Il parvint néanmoins à souscrire un engagement spécial en novembre 1916 en tant que secrétaire à la 20e Section de secrétaires d'État-Major et de recrutement. Il sert dans un emploi sédentaire à l'intérieur et est rendu à la vie civile en février 1919.

## Œuvres
- 1916 : Verdun ! On ne passe pas, avec Eugène Joullot
- 1928 : Dites-moi Doumergue, parodie de Dites-moi ma mère (1927) de Maurice Yvain et Albert Willemetz, chantée par Maurice Chevalier[6]